# ペダル (自転車)

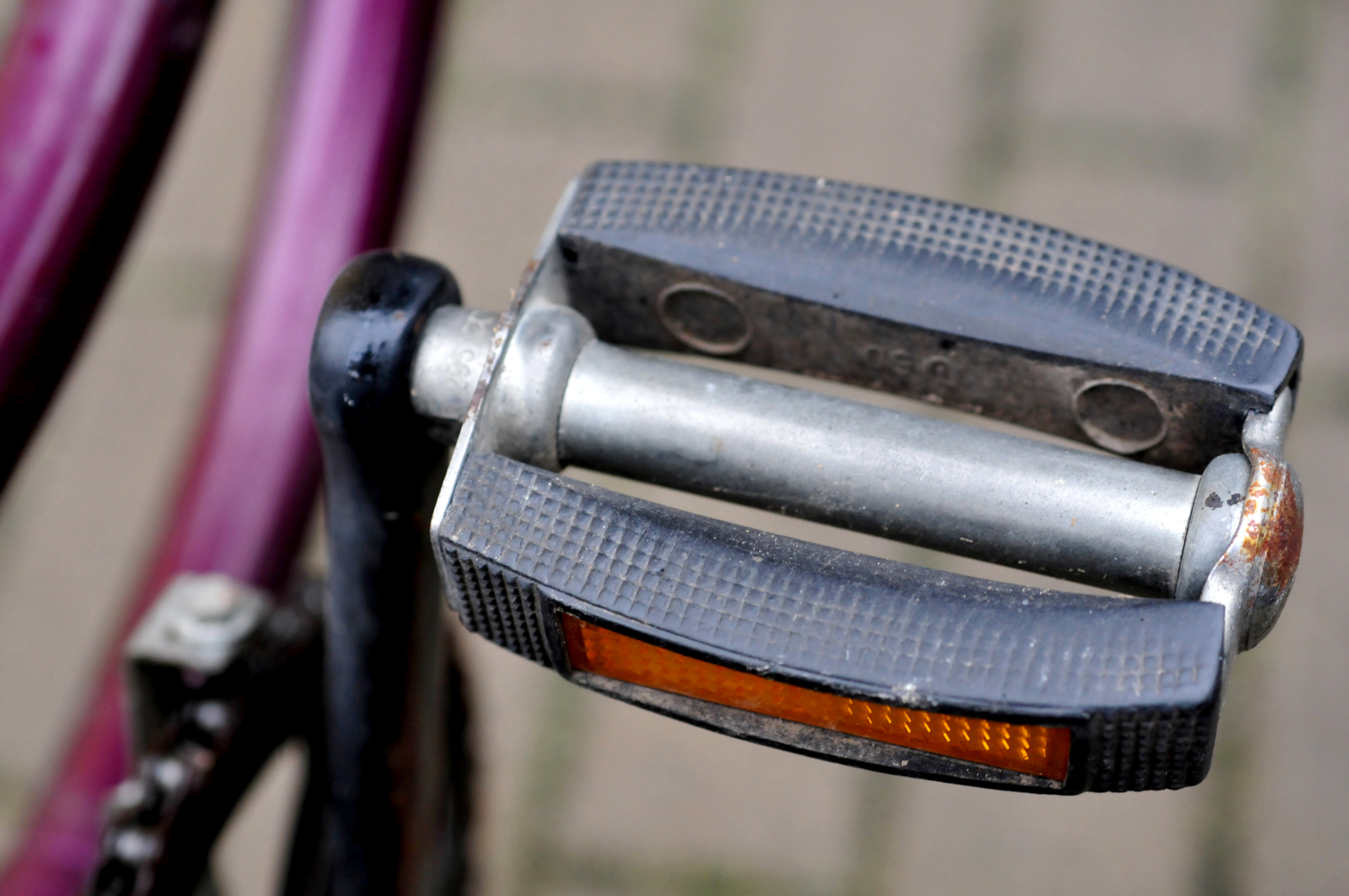
一般的な自転車用ペダル

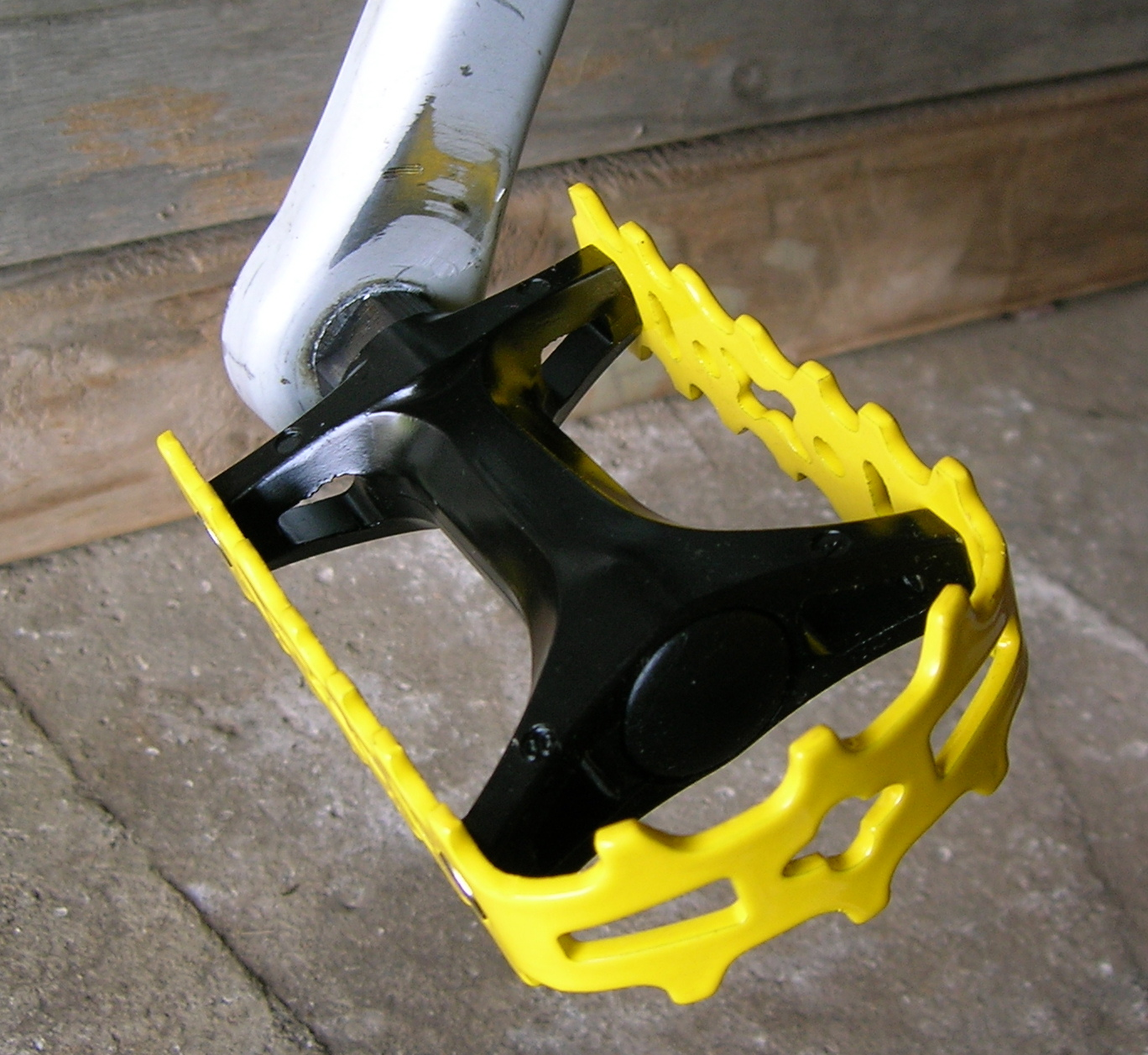
ラットトラップ型ペダル

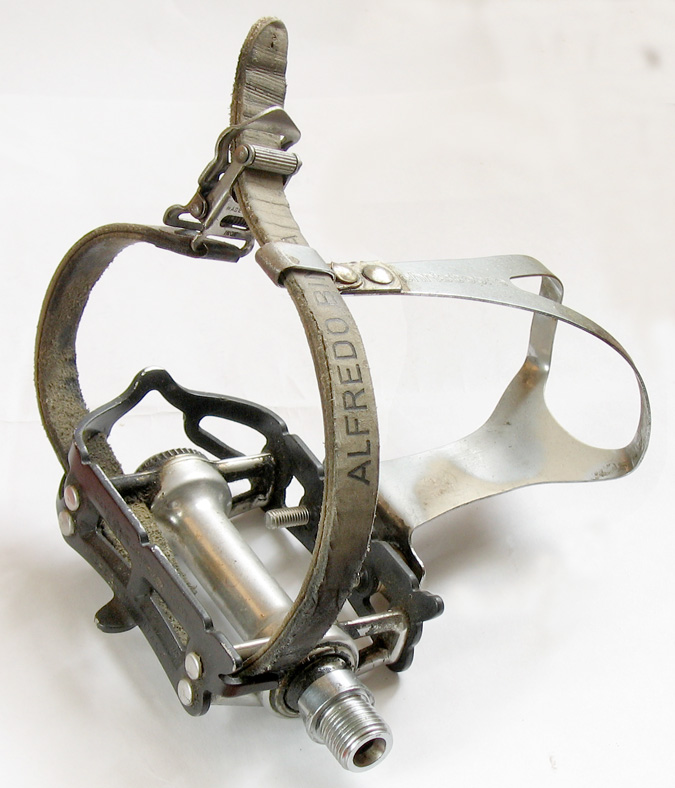
クリップ・アンド・ストラップペダル

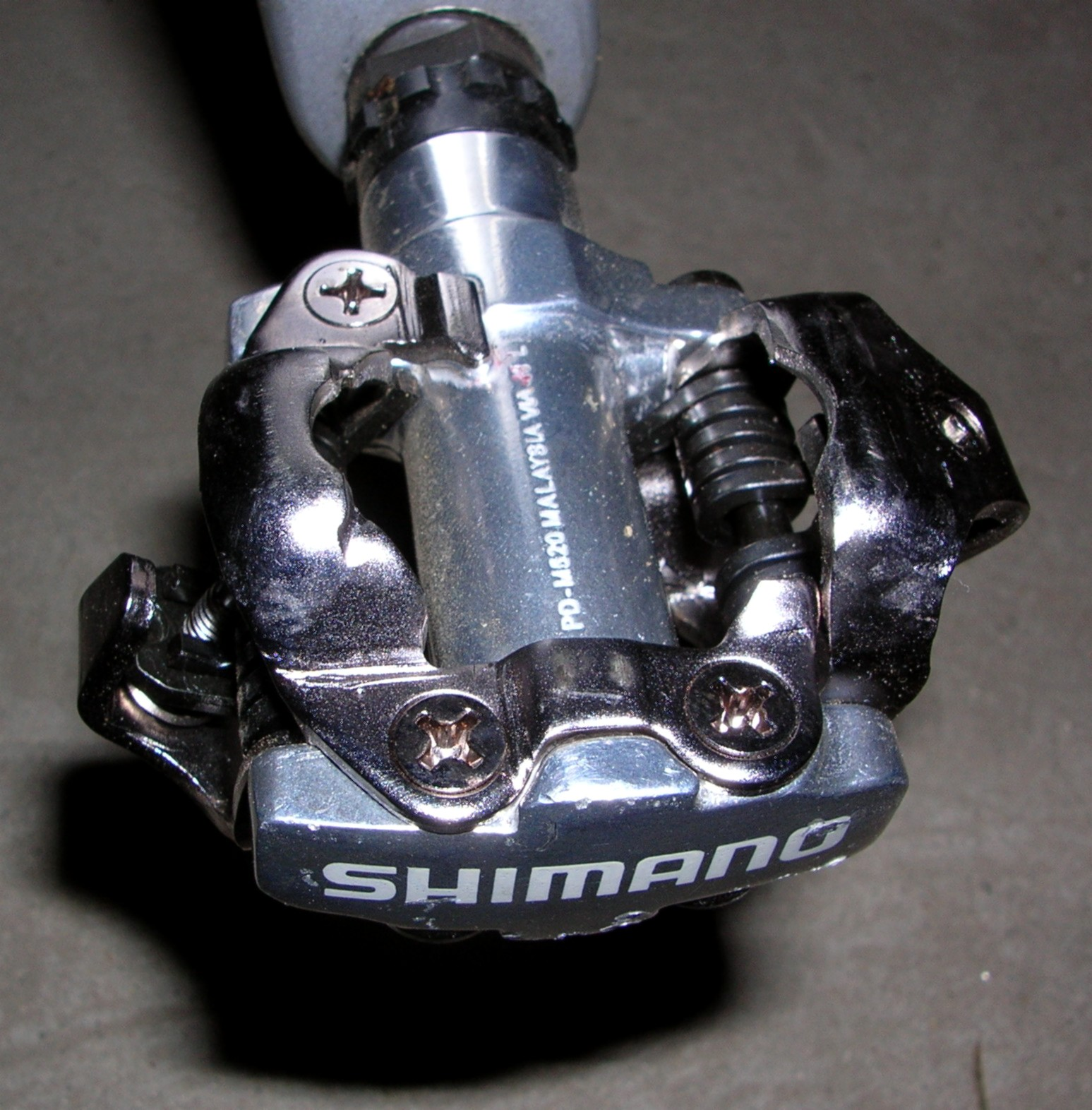
ビンディングペダル（シマノPD-M520）

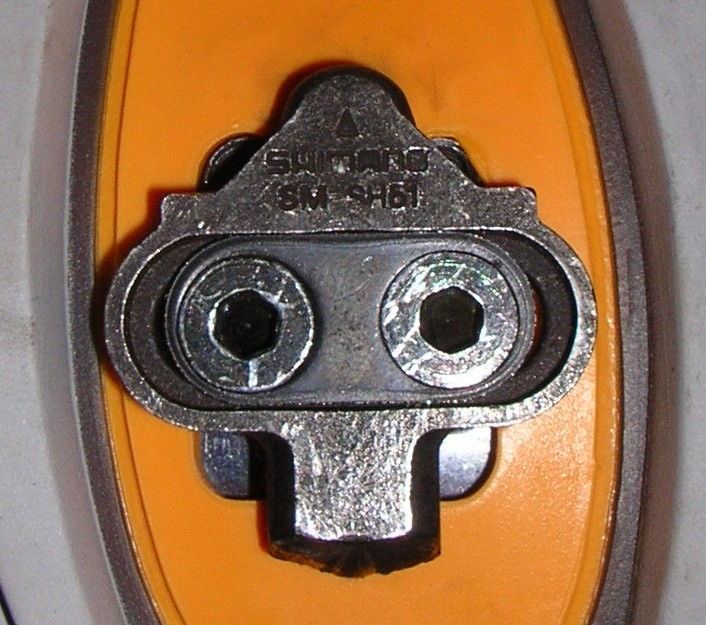
クリート（シマノSH51）

ペダル（Pedal ）は、人間の足で踏み自転車の動力源となる部品である。ペダルの軸はクランクアームの末端近くについており、その回転によって足の上下運動をクランクの回転運動へと変換する。登場以来、一般的な自転車のペダル形状には本質的な変化はないため、本項目は主としてスポーツ自転車用のものについて説明する。

## 歴史
ペダルが当初の形態から姿を変えてゆくのは安全型自転車からロードバイクの進化へと時期をほぼ同じくする。ベロシペードではペダルにまで改良が進まず、乗るだけで不安定なペニー・ファージング型では足を固定するのはあまりにも危険すぎた。安全型自転車になってからもペダルに足を固定することによって速度を上げるという発想はまだなかった。
クリップ・アンド・ストラップとは、ペダルプレートにネジで止めたトウクリップにシューズの爪先を入れ、ペダルとクリップに通した皮革製や樹脂製のトウストラップと呼ばれるベルトでシューズをペダルに縛り付ける方法である。後にシューズ自体が進化してレーサーシューズと呼ばれるようになる。レーサーシューズの材質は皮や合成皮革、靴底は木や強化プラスチックで、ペダルと噛み合わせるためのシュープレートを付けるというまさにペダルを踏むことだけに特化されたシューズであった。踏み込む力を直接ペダルに伝えるために靴底は絶対にたわまず、またかかともないので歩行は困難であるばかりか、長時間歩くと靴自体を台なしにしかねなかった。各種手引書でも「シュープレートの溝を潰す原因になるのでレーサーシューズのまま歩き回らないこと」と警告されていた（プロは歩くときサンダルに履きかえていた）。このような欠点もあったが、競技用としては長らくトウクリップとストラップの組み合わせが標準的であった。
1970年、チネリが史上初のビンディングペダル（クリップレスペダル）を開発。レーサーにはスタートダッシュでいちいちストラップを締め上げなくていい簡便さが、メカニックには選手の足の大きさによってトウクリップを替えなくて済む点が喜ばれた。しかし、使い勝手は悪く、数年で姿を消してしまった。その後、1984年にスキー用ビンディングの製造メーカー、ルック（LOOK）が新しいタイプのビンディングペダルを開発した。以前のものと違い足を捻るだけで外れるために、クリップアンドストラップや以前のビンディングペダルでは足が即座に外せないことに恐怖感を覚える初心者にも受け入れられ、市場を席巻した。これをきっかけにその後シマノ、タイム、カンパニョーロと続々と独自の脱着機能を持ったビンディングペダルを発表し、現在ではさまざまなメーカーが参入している。フィット感、脱着のよさ、シューズの互換性、泥詰まりにしにくさ、力の伝達具合といった多種多様な判断基準が存在する。
ストリートスポーツ用ピスト向けに開発された「ストラップ」と呼ばれる固定方法は、ペダルの穴に布製のストラップをシューズに巻き付けて固定する。トゥクリップのように完全固定されずに、後方に足を抜けば外すことが出来る。ただし、ビンディングペダルとは外す方法が違うため慣れていないと外せない危険性がある。色々な靴に対応できるためファッション性を重視するストリート用途で使いやすい特長がある。

## ビンディングペダル
ビンディングペダルはスキーのビンディングとほぼ同じ機構で、靴底にビス止めされた「クリート」と呼ばれる樹脂製あるいは金属製の止め具を金具で固定して、人間の脚力を直接ペダルに伝える。クリートの規格はメーカーによって異なり、また同じメーカーでも用途目的、ペダルのブランドによって異なることもある。そのルーツもスキーのビンディングの技術を元に1984年に現在の形の元となる最初のビンディングペダルが作られた。英語ではバインディングと呼ばれる。日本でもバインディングと呼ばれることもあり、二つの呼称に意味の差はないが、ビンディングの方が比較的古くから使われている。ビンディングペダルを使用するには専用のシューズと対応するクリートが必要となる。シューズとクリートに互換性がなくても互換アダプターを介して取り付けできる場合もある。
「クリップレスペダル」とも呼ばれるが、ここで言うレスとはクリップペダルと同様に足がペダルに固定される機能をクリップ無しで実現出来ると言う意味で使われている（クリップが無い通常のフラットペダルという意味では無い。）。
ペダルもシューズも主にロードバイク用とマウンテンバイク用とに分かれている。
ロードバイク用はペダリング効率を第一としており、ペダル、クリートとも大型である。靴底には三角形にクリート固定用のナットが配置される。プラスチックかカーボンで作られていて大変硬いため、長距離の歩行は困難で、またクリートが磨耗する原因となる。
マウンテンバイク用は不整地走行を前提としてクリートが小型で靴底に隠れるように作られ、クリートナットは2本の溝の中に装備する。また脱着もロードバイク用に比べて容易である。競技用とツーリング用のものがあり、競技用は底が固いが、ツーリング用は比較的柔軟で歩きやすく作られている。
初心者が初めてビンディングペダルを試す時には注意が必要である。着脱が簡単になったとはいえ、シューズがペダルに固定されていることには変わりないので、信号などでの停車時にうまく外せずそのまま倒れてしまういわゆる「立ちごけ」の危険がある。擦り傷や打撲といった軽傷にとどまらず、車に轢かれるなど交通事故の事例もあるため、安全な場所での着脱の練習が必須である。

## 競技での利用
ペダルはサドル、シューズに次いで選手の好みが分かれるパーツで、とくにランス・アームストロングはシマノの古いLOOKタイプのペダルを探し回り、指示を受けたチームスタッフが全米の自転車問屋やサイクルショップに在庫を問い合わせたという話が広く知られている。これがきっかけでシマノは当時のモデルを改良した「SPD-SL」を開発することとなった。ヒトの足は一般に、利き足が身体の外側に向く傾向があるので、膝の傷害を予防するために、「タイム」のように左右にスライド幅を持たせたビンディングペダルもあり、プロレーサーに愛用者も多い。逆に「タイムはペダルの上で足がスルスル動いて気になる」「足首をがっちりとペダルに固定してこそ自分の力を十二分に出せる」という選手もいる。
クリップアンドストラップのペダルは現在も存在し、トラック競技のうち特に短距離種目では採用率が高い。独自のNJS規格に適合していることが要求され使用機材に厳しい制限のある競輪では全てクリップアンドストラップ式である。また海外のスプリント競技では、固定ギアを使い、ロードレースよりケイデンスが高いトラック競技でシューズがペダルから外れるのは危険であるため、ビンディングペダルの上にストラップを結んで不意の脱落を防ぐようにしている選手もいる。